# François van Hoogstraten (1891-1979)

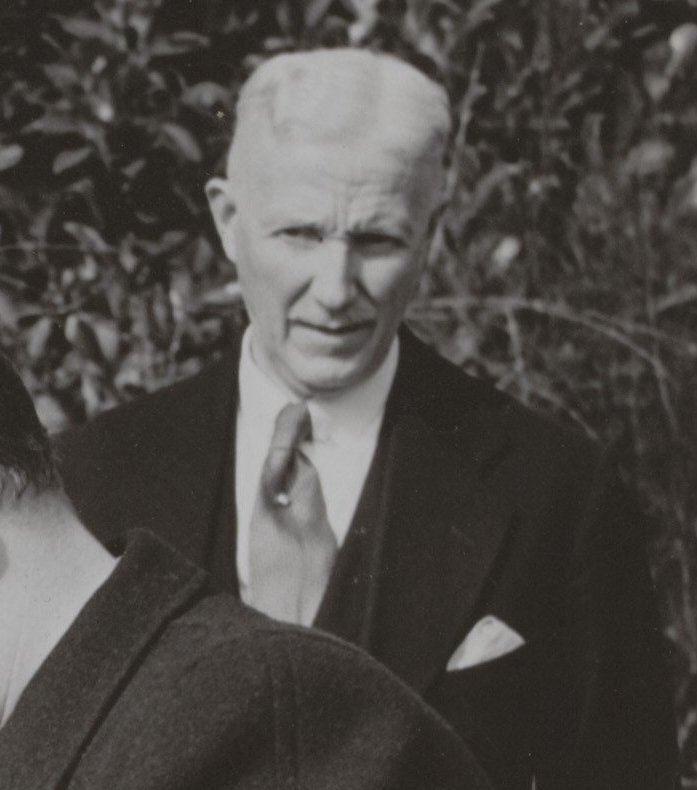
François van Hoogstraten (1954)

François van Hoogstraten (Zutphen, 2 maart 1891 - Lunteren, 26 december 1979) was een Nederlands burgemeester.

## Biografie
Van Hoogstraten was een lid van de familie Van Hoogstraten en een zoon van Tweede Kamerlid Jan Samuel François van Hoogstraten (1859-1936) en diens eerste vrouw Louise Dorothea Adrienne van Son (1867-1891). Zijn moeder overleed vijftien dagen na de geboorte van hem en zijn tweelingzus. Toen hij 21 was, kreeg hij de beschikking over de erfenis van zijn moeder. Daarvan maakte hij een wereldreis van 215 dagen in de jaren 1913-1914. Hij reisde door China, Rusland, Siam, Nederlands-Indië, Australië, Fiji, Canada en Amerika. Van deze reis hield hij een dagboek bij; in 2011 gaf zijn dochter Constance dit reisjournaal uit, aangevuld met informatie uit brieven die hij naar familie stuurde en foto's.
Van Hoogstraten werd na zijn wereldreis ambtenaar bij de gemeente Ede totdat hij in oktober 1919 werd benoemd tot burgemeester van Zuilichem. Per 1 maart 1937 werd hij benoemd tot burgemeester van Hengelo (Gelderland) hetgeen hij tot zijn pensionering per 1 april 1956 zou blijven. In 1921 was hij getrouwd met Alida Hendrika Maria Wigman (1895-1981) met wie hij vijf kinderen kreeg.